# Championnats panaméricains de cyclisme de 2002
Navigation
Championnats panaméricains 2001 Championnats panaméricains 2004
Les Championnats panaméricains de cyclisme sont les championnats continentaux annuels de cyclisme sur route et sur piste pour les pays membres de la Confédération panaméricaine de cyclisme.
Les compétitions se déroulent du 18 au 23 août 2002 à Quito, en Équateur. Le 18 août ont lieu les contre-la-montre tandis que les courses en ligne sont programmées le 23, jour de clôture des championnats. Alors que le vélodrome José Luis Recalde (es) reçoit les compétitions sur piste du 19 au 22 août.
Cet évènement sportif est qualificatif pour les prochains championnats du monde sur piste et les Jeux panaméricains de Saint Domingue qui ont lieu l'année suivante. L'organisation est à la charge de la Concentración Deportiva de Pichincha qui a investi près de 50 000 dollars. Les organisateurs espéraient, à quelques jours du début des compétitions, la venue des sélections de quelque quinze pays sur les quarante-deux que compte la COPACI. Les inscriptions des délégations ont lieu jusque 18 h samedi 17 août, date à laquelle se déroule le congrès technique.
Trois records des championnats tombent lors de la troisième journée. Le Colombien Wilson Meneses réussit 1 min 1 s 863 sur le kilomètre et éclipse le "chrono" du Mexicain Gabriel Cuevas (1 min 3 s 929). La Cubaine Yumari González couvre le 500 mètres en 34 s 647. Quant à la Canadienne Lori-Ann Muenzer, elle établit en 11 s 010 une nouvelle marque continentale sur le 200 mètres lancé,. Lors du premier jour, le Chilien Marco Arriagada avait également mis à mal un record panaméricain, en parcourant les 4 000 mètres de la poursuite individuelle en 4 min 28 s 205.

## Podiums

### Cyclisme sur piste
| Épreuves                | Or                                                                           | Argent                                                                     | Bronze                                                           |
| ----------------------- | ---------------------------------------------------------------------------- | -------------------------------------------------------------------------- | ---------------------------------------------------------------- |
| Compétitions masculines |                                                                              |                                                                            |                                                                  |
| Kilomètre               | Wilson Meneses                                                               | Michel Pedroso                                                             | Julio César Herrera                                              |
| Keirin                  | Barry Forde                                                                  | Wilson Meneses                                                             | Steen Madsen                                                     |
| Vitesse individuelle    | Barry Forde                                                                  | Julio César Herrera                                                        | Michel Pedroso                                                   |
| Vitesse par équipes     | Cuba Reiner Cartaya Yosmani Pol Michel Pedroso                               | Colombie Wilson Meneses Jonathan Marín Víctor Alvarez                      | Chili Sebastián Muñoz José Aravena Enzo Cesario                  |
| Poursuite individuelle  | Marco Arriagada                                                              | Luca Barazzutti                                                            | Mark Ernsting                                                    |
| Poursuite par équipes   | Chili Marco Arriagada Luis Fernando Sepúlveda Enzo Cesario Richard Rodríguez | Brésil Hernandes Quadri Júnior Armando Camargo Andre Polini Marcos Novello | Mexique Ignacio Sarabia José Sánchez Luis Macías Juan de la Rosa |
| Course aux points       | Marco Arriagada                                                              | Luis Fernando Sepúlveda                                                    | Hernandes Quadri Júnior                                          |
| Américaine              | Chili Richard Rodríguez Luis Fernando Sepúlveda                              | Mexique Juan de la Rosa José Sánchez                                       | Uruguay Milton Wynants Agustín Margalef                          |
| Scratch                 | Juan de la Rosa                                                              | Marcelo Arriagada                                                          | Marcos Novello                                                   |
| Compétitions féminines  |                                                                              |                                                                            |                                                                  |
| 500 mètres              | Yumari González                                                              | Lori-Ann Muenzer                                                           | Diana García                                                     |
| Keirin                  | Lori-Ann Muenzer                                                             | Yumari González                                                            | Diana García                                                     |
| Vitesse individuelle    | Lori-Ann Muenzer                                                             | Yumari González                                                            | Diana García                                                     |
| Poursuite individuelle  | Belem Guerrero                                                               | Erin Carter                                                                | Sandra Gómez                                                     |
| Course aux points       | Belem Guerrero                                                               | Patricia Palencia                                                          | María Parra                                                      |
| Scratch                 | Belem Guerrero                                                               | Patricia Palencia                                                          | Claudia Aravena                                                  |

### Cyclisme sur route
| Épreuves                                | Or              | Argent                 | Bronze                 |
| --------------------------------------- | --------------- | ---------------------- | ---------------------- |
| Compétitions masculines élite           |                 |                        |                        |
| Course en ligne                         | Daniel Rincón   | Ismael Sarmiento       | Héctor Chiles          |
| Contre-la-montre                        | José Medina     | Johnny Leal            | Carlos Ibáñez          |
| Compétitions masculines moins de 23 ans |                 |                        |                        |
| Course en ligne                         | Alexis Castro   | Carlos López           | Erick Castaño          |
| Contre-la-montre                        | Mauricio Ortega | Erick Castaño          | Juan Carlos Montenegro |
| Compétitions féminines                  |                 |                        |                        |
| Course en ligne                         | Belem Guerrero  | Flor Marina Delgadillo | Janildes Fernandes     |
| Contre-la-montre                        | Sonia López     | Paola Madriñán         | Flor Marina Delgadillo |

## Tableau des médailles
63 médailles ont été distribuées lors des compétitions. 
| Rang  | Nation   | Or | Argent | Bronze | Total |
| ----- | -------- | -- | ------ | ------ | ----- |
| 1     | Mexique  | 6  | 4      | 1      | 11    |
| 2     | Chili    | 5  | 2      | 2      | 9     |
| 3     | Colombie | 4  | 6      | 6      | 16    |
| 4     | Cuba     | 2  | 4      | 2      | 8     |
| 5     | Canada   | 2  | 2      | 2      | 6     |
| 6     | Barbade  | 2  | 0      | 0      | 2     |
| 7     | Équateur | 0  | 2      | 4      | 6     |
| 8     | Brésil   | 0  | 1      | 3      | 4     |
| 9     | Uruguay  | 0  | 0      | 1      | 1     |
| Total | Total    | 21 | 21     | 21     | 63    |